# Juhöhe

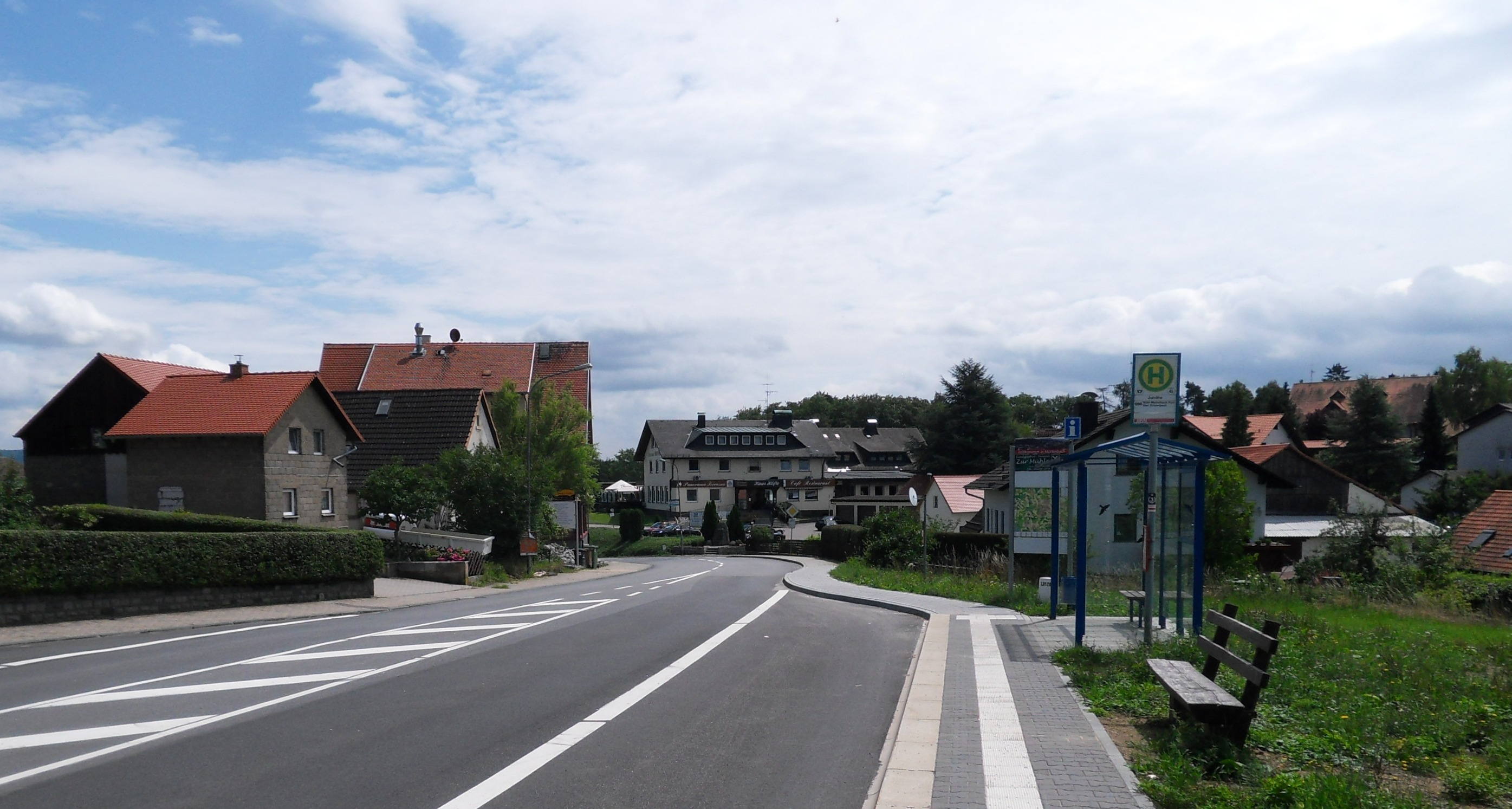
Blick von Westen zur Siedlung Juhöhe

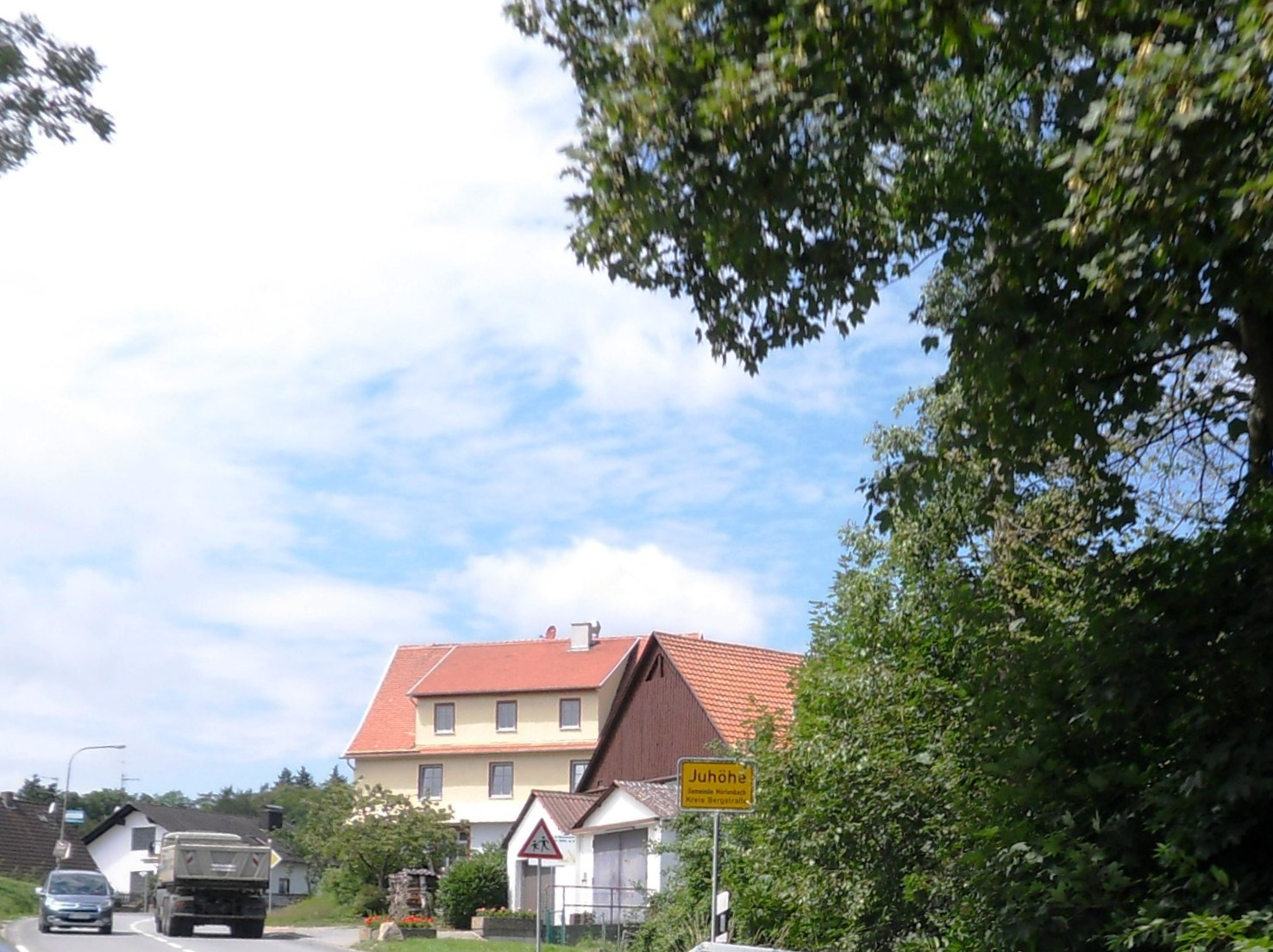
Östliche Ortseinfahrt von Juhöhe

Die Juhöhe nahe der Siedlung Juhöhe im südhessischen Landkreis Bergstraße ist ein etwa 371 m ü. NHN hoher und im Odenwald gelegener Gebirgspass der Landesstraße 3120 zwischen Heppenheim und Mörlenbach.
Während der Pass zu Heppenheim gehört, zählt die nahe davon gelegene Siedlung Juhöhe zum Mörlenbacher Ortsteil Bonsweiher.

## Geographie

### Lage
Die Juhöhe liegt im Naturpark Bergstraße-Odenwald etwa 100 m nördlich der Grenze von Hessen zu Baden-Württemberg, 300 m nordwestlich der Mörlenbacher Siedlung Juhöhe und 1,7 km (jeweils Luftlinie) nordöstlich der Dorfkirche des Heppenheimer Ortsteils Ober-Laudenbach, der als hessische Exklave von baden-württembergischen Gebiet umgeben ist. Sie befindet sich zwischen der Kohlplatte (ca. 345 m) im Norden, dem Zigeunerkopf (359,5 m) im Ostnordosten, dem Großen Köpfchen (376,2 m) im Südsüdosten und dem Steinkopf (402,1 m) im Westen.

### Naturräumliche Zuordnung
Die Juhöhe gehört in der naturräumlichen Haupteinheitengruppe Odenwald, Spessart und Südrhön (Nr. 14) in der Haupteinheit Vorderer Odenwald (145) zur Untereinheit Juchhöh-Odenwald (145.2).

### Fließgewässer
Aus Passnähe in Richtung Nordwesten fließt der Stadtbach, nach Südosten der Ederbach und nach Südwesten Zuflüsse des Laudenbachs; sie alle speisen die Weschnitz, wobei das Wasser des Laudenbachs diese über den künstlich angelegten Schwalbenzahl-Graben erreicht. Zudem verläuft aus Passnähe etwa nach Westen der Stadtbach-Zufluss Erbach.

### Passhöhe
Die Juhöhe liegt auf 371 m Passhöhe. Etwa 700 m Luftlinie östlich des Gebirgspasses liegt an dem Fahrweg Auf der Juhöhe eine 359,9 m hohe Stelle, worauf sich die oft genannte Höhe von rund 360 m beziehen dürfte. Seltener werden 366 m und 362 m Höhe genannt, was sich aber auf Stellen in der Mörlenbacher Siedlung Juhöhe bezieht.

## Geologie
Die Juhöhe liegt im Bergsträßer Odenwald, der sich als westlicher Teil des Kristallinen Odenwaldes von Darmstadt bis Heidelberg erstreckt. Zwischen Heppenheim und Weinheim besteht der Höhenrücken im Wesentlichen aus dem Granodiorit des →Weschnitzplutons, der im Unterkarbon vor etwa 333 bis 329 Mio. Jahren mit der variszischen Gebirgsbildung entstand. Bei diesen tektonischen Prozessen rissen immer wieder in den Gesteinsmassen Spalten auf, in welche Schmelzen eindrangen und dort zu Ganggesteinen auskristallisierten, beispielsweise die Kersantit-Gänge auf der Juhöhe (Steinmauer nordwestlich des Steinkopfes).
Viele Millionen Jahre später entstanden im Tertiär die Granit-Felsburgen auf der Juhöhe: Das warmfeuchte Klima förderte die Verwitterung und die Bäche der Weschnitz-Seitentäler bei Mörlenbach, wie der Ederbach, schnitten sich tief ins Gelände ein und „zersägten“ die Bergmassive. Deren oberen Partien auf dem Höhenrücken der Juhöhe zerrissen in Blöcke, die anschließend durch chemische Verwitterung abgerundet wurden (Wollsackverwitterung).

## Geschichte
Die ältesten menschlichen Spuren im Gebiet der Juhöhe reichen vermutlich zurück in die Jungsteinzeit. In den Jahren 1892, 1903 und 1928 öffneten Archäologen in der Nähe des Steinkopfes vier mit Steinkränzen eingefasste Hügelgräber und entdeckten kugelförmige Vorratsgefäße, Becher aus Ton mit Schnurverzierungen, Steinbeile und Messer aus Feuerstein. Sie ordneten die Funde den Schnurkeramikern zu, die etwa von 2500 bis 1800 v. Chr. lebten. Umstritten ist allerdings, ob sich ihre Siedlung auf dem Berg oder in einem zur Bergstraße hin orientierten Tal befand. Ebenso ungesichert ist die Datierung von, in der Nähe der Gräber gefundenen, Schlacken einer Kupferschmelze.

## Natur- und Kulturdenkmäler

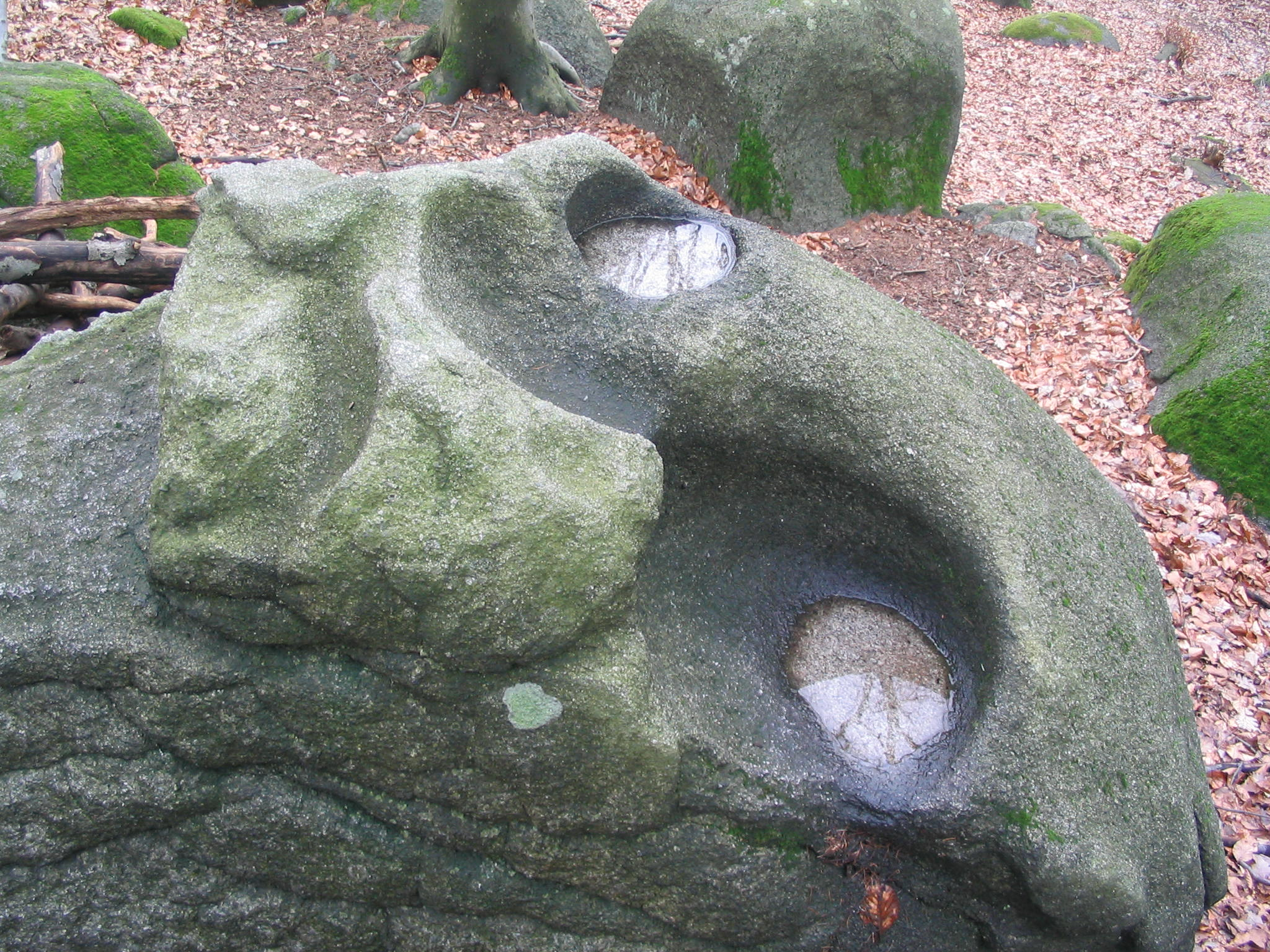
Dieser Opferstein ist Teil einer Granodioritfelsengruppe mit durch Verwitterung entstandenen Linien und Höhlungen.

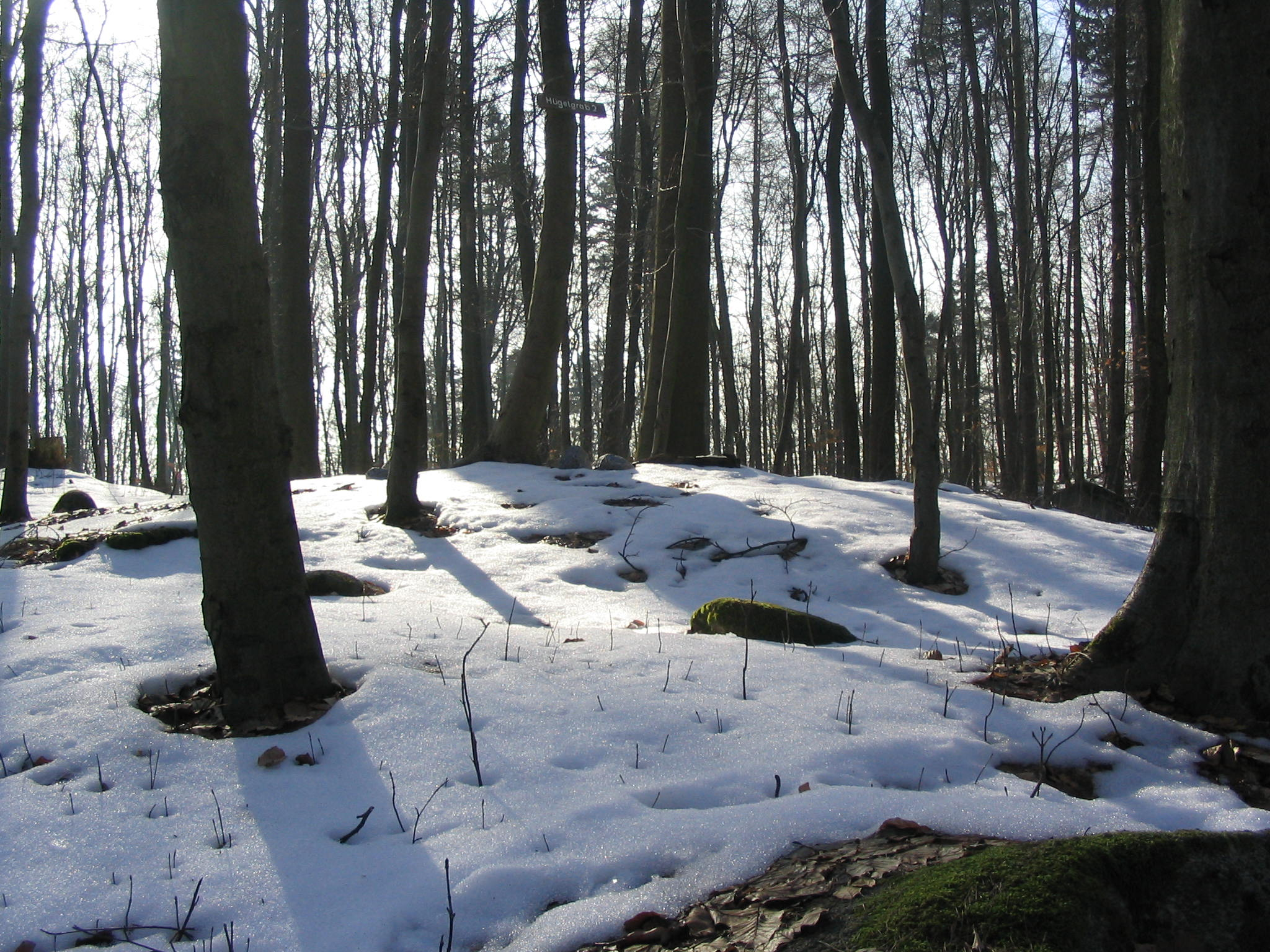
Eines der vier jungsteinzeitlichen Hügelgräber am Steinkopf

- Die Ansammlungen großer Granodioritblöcke und Felsburgen in der Nähe des Parkplatzes Hölzerne Hand in Richtung Kohlplatte auf der Juhöhe sind durch Wollsackverwitterung und Abtragung des Verwitterungsschuttes entstanden (s. o.). Einige charakteristische Formationen verbanden die Menschen mit Sagen, die ihre Entstehung erklären sollten:
- Vom Parkplatz Frauenhecke (Rundweg 5) erreicht man die Hundsköpfe, die versteinerten Reste der Hunde des Rodensteiners, die den Geisterreiter bei seiner wilden Jagd durch die Lüfte begleiteten.
- Die Opfersteine am Weg zum Kreiswald (ca. 1 km vom Parkplatz Frauenhecke entfernt) sind Granitfelsen mit erodierten schüsselförmigen Aushöhlungen[6], die zu phantasievollen Geschichten anregen: Die Rillen seien die Kratzspuren des Teufels, in die Schalen hätten die Menschen Opfergaben gelegt.
- Vom Parkplatz An der Lee gelangt man zu jungsteinzeitlichen Hügelgräbern (s. o.) am Steinkopf (Lehrpfad mit Informationstafeln).[7]
- Granitblöcke mit eingehauenen Kreuzen am Höhenweg zum Kreiswald wurden früher als Lagersteine zur Grenzmarkierung genutzt. Man findet sie in der Nähe der jüngeren behauenen Steine (z. B. ca. 1 km vom Parkplatz Frauenhecke entfernt am Waldrand und auf dem nördlichen Teil des Rundweges Nr. 8 um den Kreiswald).[8]
- Das Fachwerkhaus[9], welches das „Juchhe-Häuschen“ (s. o.) ersetzte, in dem die Hölzerlipsbande[10], vor dem Raubüberfall bei Laudenbach[11][12] bewirtet wurde, steht an der Heppenheimer Straße (L 3120) als zweites Haus hinter der Kreuzung in Richtung Heppenheim.
- Der restaurierte Ziehbrunnen am Weg Richtung Kreiswald ist der historische 14 m tiefe Gemeindebrunnen, der neben fünf Privatbrunnen vor dem Bau der Wasserleitung 1908 die Versorgung der Bevölkerung sicherstellte.[13]

## Wanderwege
Markierte Wanderwege führen von den Parkplätzen An der Lee, Hölzerne Hand, Frauenhecke (Wander- und Radkarte Nr. 8 des Naturparks Bergstraße-Odenwald): Bergstraße-Weschnitztal zu den Natur- und Kulturdenkmälern (s. o.).
Wald- und Höhenwege verbinden die Juhöhe mit den Ausflugszielen Bonsweiher (Teichanlage im Unerts), Waldsee bei Klein-Breitenbach (teilweise Kunstweg Mörlenbach), Kreiswald und Albersbach (teilweise Obstwiesen Lehrpfad). Auf dem Gebirgskamm nach Süden mit Ausblicken ins Weschnitztal bzw. die Rheinebene und vorbei an den Natur- und Kulturdenkmälern am Kreuzberg erreicht man den Waldner-Turm bzw. Balzenbach.